# Osmar Ferreyra
Osmar Daniel Ferreyra (Basavilbaso, 9 januari 1983) is een Argentijns voormalig betaald voetballer die bij voorkeur op het middenveld speelde.

## River Plate
De eerste club waar Ferreyra speelde was Ferrocarril Oeste. Daarna speelde hij in de jeugdopleiding van River Plate, waar hij in het seizoen 2002/2003 zijn debuut maakte. In dat seizoen kwam hij maar tot één wedstrijd. Het seizoen daarop speelde Ferreyra 9 wedstrijden in de competitie. Daarin maakte hij 2 doelpunten. Ferreyra stond bekend als een van de grotere talenten van het Argentijnse voetbal, daarbij kwam ook nog dat hij uit de jeugdopleiding van het beroemde River Plate kwam. Uit diezelfde opleiding zijn onder andere Daniel Passarella, Ariel Ortega en Hernán Crespo voortgebracht.

## CSKA Moskou
In 2003 werd Ferreyra geselecteerd voor het WK onder-20, dat gehouden werd in de Verenigde Arabische Emiraten. Het elftal van Argentinië behaalde uiteindelijk de vierde plaats. Ferreyra maakte in het toernooi twee doelpunten en werd gekozen als een van de uitblinkers van het WK. Door het toernooi kwam er veel interesse van Europese voetbalclubs, en Ferreyra koos uiteindelijk voor het Russische CSKA Moskou. De Russische competitie staat niet bekend als een grote competitie, maar er gaat door invloeden van Russische miljonairs wel veel geld in om. Zo verklaarde Ferreyra ook later, "dat geld een belangrijke reden was om voor CSKA Moskou te kiezen". CSKA neemt Ferreyra over van River Plate voor iets meer dan vier miljoen euro, waardoor hij een van de duurste spelers werd van de Russische competitie op dat moment.
In het eerste seizoen (2004) komt Ferreyra nog tot dertien wedstrijden (twee doelpunten) in de competitie, maar het seizoen erop speelt hij nog maar twee wedstrijden. Alleen Europees mag Ferreyra soms nog opdraven. Hij maakt wel deel uit van het team dat in 2005 de UEFA Cup weet te winnen. Tussendoor wordt de middenvelder wel geselecteerd voor het Olympisch elftal van Argentinië, dat zich in 2004 weet te kwalificeren voor de Olympische Spelen in Griekenland. Voor het toernooi zelf wordt Ferreyra echter niet geselecteerd.

## PSV
Ferreyra krijgt nog maar weinig speeltijd in Rusland en wil graag uitzien naar een andere club. In de zomer van 2005 raakte PSV geïnteresseerd in Ferreyra en trainer Guus Hiddink wil hem graag overnemen. Op 21 juli komen PSV en CSKA Moskou tot een overeenkomst voor een huurperiode van één jaar (met een optie voor nog een jaar). Twee dagen later wordt de transfer bekendgemaakt. Hij is daarmee de eerste Argentijn in dienst van PSV. Ferreyra was samen met Csaba Fehér, Mika Väyrynen en Timmy Simons een van de vier middenvelders die gehaald werd om het vertrek van Mark van Bommel en Johann Vogel op te vangen. Ferreyra krijgt meteen het rugnummer van Vogel, nummer 14. Ook bij PSV kwam Ferreyra niet veel aan spelen toe. In een half jaar komt hij tot 3 wedstrijden, waarvan 2 in de Champions League.

## San Lorenzo
Vlak voor de winterstop vertrekt Ferreyra terug naar Argentinië, waar hij voor de rest van het seizoen gaat spelen voor San Lorenzo. PSV laat weten dat zij aan het eind van het seizoen 2005/2006 de situatie van Ferreyra zullen evalueren en een beslissing zullen maken over het al dan niet terugkeren van Ferreyra. Ferreyra blijft bij San Lorenzo tot 2008.

## Latere carrière
Op zijn 25e verjaardag werd bekendgemaakt dat hij naar het Oekraïense Dnipro Dnipropetrovsk verkast. Tot 2011 speelde hij 62 wedstrijden waarin hij 5 doelpunten maakte. Van 2011 tot 2013 speelde Ferreyra voor Independiente. Aansluitend kwam hij tot 2015 uit voor CA River Plate waarmee hij in 2014 landskampioen werd en de Copa Sudamericana won. In 2015 speelde hij bij Atlético de Rafaela. In januari 2016 tekende hij een contract voor 18 maanden bij het Griekse Panetolikos dat uitkomt in de Alpha Ethniki. Begin 2017 ging hij in Argentinië voor CA Boca Unidos spelen waar hij in 2018 zijn loopbaan besloot.

## Clubstatistieken
| Seizoen | Club                  | Duels | Goals | Land       |
| ------- | --------------------- | ----- | ----- | ---------- |
| 2002/04 | River Plate           | 10    | 2     | Argentinië |
| 2004/05 | CSKA Moskou           | 15    | 2     | Rusland    |
| 2005/06 | PSV                   | 1     | 0     | Nederland  |
| 2005/06 | San Lorenzo           | 14    | 2     | Argentinië |
| 2006/07 | San Lorenzo           | 30    | 5     | Argentinië |
| 2007/08 | San Lorenzo           | 17    | 2     | Argentinië |
| 2007/08 | Dnipro Dnipropetrovsk | 7     | 0     | Oekraïne   |
| 2008/09 | Dnipro Dnipropetrovsk | 14    | 0     | Oekraïne   |
| 2009/10 | Dnipro Dnipropetrovsk | 24    | 4     | Oekraïne   |
| 2010/11 | Dnipro Dnipropetrovsk | 17    | 1     | Oekraïne   |
| 2011/12 | CA Independiente      | 21    | 2     | Argentinië |
| Totaal  | Totaal                | 180   | 20    |            |